# 韓国文学セレクション
「韓国文学セレクション」（かんこくぶんがくセレクション）とは、新泉社が発行する韓国文学の叢書。2020年開始。「韓国の現代作家が新しい感性、新しい表現のスタイルで描いた、社会的な題材を主題とした作品を多く取り上げていきます」がコンセプト。

## ラインナップ
- 『夜は歌う』キム・ヨンス、橋本智保訳、2020年2月
- 『ギター・ブギー・シャッフル』イ・ジン、岡裕美訳、2020年4月
- 『舎弟たちの世界史』イ・ギホ、小西直子訳、2020年8月
- 『ぼくは幽霊作家です』キム・ヨンス、橋本智保訳、2020年10月
- 『きみは知らない』チョン・イヒョン、橋本智保訳、2021年4月
- 『我らが願いは戦争』チャン・ガンミョン、小西直子訳、2021年8月
- 『イスラーム精肉店』ソン・ホンギュ、橋本智保訳、2022年1月
- 『さすらう地』キム・スム、岡裕美訳、2022年6月
- 『詩人 白石―寄る辺なく気高くさみしく』アン・ドヒョン、五十嵐真希訳、2022年9月
- 『天使たちの都市』チョ・ヘジン、呉華順訳、2022年12月
- 『七年の最後』キム・ヨンス、橋本智保訳、2023年11月
- 『ロ・ギワンに会った』チョ・ヘジン、浅田絵美訳、2024年2月